# Nordfriedhof (Bonn)

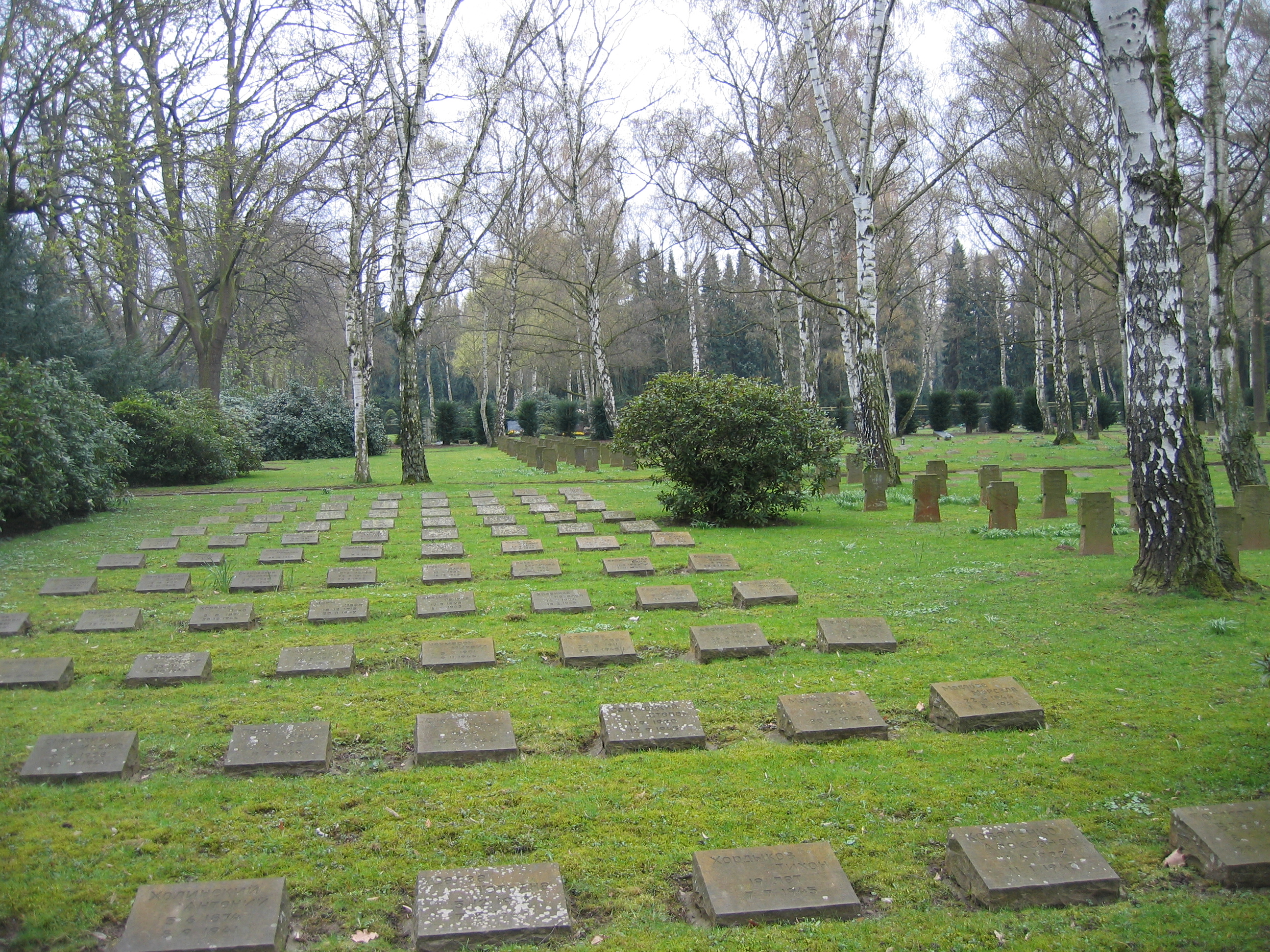
Verzamelgraf van Sovjetsoldaten en dwangarbeiders van de Tweede Wereldoorlog

Het Nordfriedhof is een begraafplaats met een oppervlakte van 27 hectare op de grens van de wijken Auerberg en Buschdorf van Bonn in de Duitse deelstaat Noordrijn-Westfalen.

## Oorlogsgraven
Tijdens de Tweede Wereldoorlog werden een aantal slachtoffers van het Britse Gemenebest op het Nordfriedhof begraven. Na de oorlog werden de meeste hiervan herbegraven op vier Commonwealth War Graves Commission-begraafplaatsen maar een aantal graven bleef, meestal om religieuze redenen achter. Op deze begraafplaats worden nog drie graven onderhouden door de GWGC, die de begraafplaats geregistreerd heeft als Bonn North Cemetery.